# William Havens
William Dodge „Bill“ Havens Jr. (* 29. Januar 1919 in Washington, D.C.; † 5. Mai 2013 in Williamsburg (Virginia)) war ein US-amerikanischer Kanute.

## Leben
Bill Havens besuchte die George Washington University, wo er an Wettkämpfen im Fußball, Boxen, Leichtathletik, Schwimmen und Wrestling teilnahm. Im Jahr 1936 schließlich versuchte er sich an der Olympiaqualifikation im Kanu, konnte sich aber nicht für die Spiele 1936 in Berlin qualifizieren.
Im Zweiten Weltkrieg diente er der US Army als Funker auf C47-Flugzeugen und verließ das Militär als Sergeant. Nach dem Krieg arbeitete er viele Jahre als Volksschullehrer und später als Schulleiter.
Nach dem Weltkrieg konnte er sich schließlich doch für Olympische Spiele qualifizieren. Bei den Sommerspielen 1948 in London wurde er im Canadier-Einer über 1000 Meter Fünfter. Havens nahm bis in seine 80er Jahre im Kanusport an Senior Olympics und World Master Games teil.
Er war der Bruder von Frank Havens.